# Луміс (Каліфорнія)
Луміс (англ. Loomis) — місто (англ. city) в США, в окрузі Пласер штату Каліфорнія. Населення — 6836 осіб (2020).

## Географія
Луміс розташований за координатами 38°48′34″ пн. ш. 121°11′44″ зх. д. / 38.80944° пн. ш. 121.19556° зх. д. (38.809370, -121.195466).  За даними Бюро перепису населення США в 2010 році місто мало площу 18,82 км², уся площа — суходіл.

### Клімат
| Клімат : Луміс                                                                          | Клімат : Луміс | Клімат : Луміс | Клімат : Луміс | Клімат : Луміс | Клімат : Луміс | Клімат : Луміс | Клімат : Луміс | Клімат : Луміс | Клімат : Луміс | Клімат : Луміс | Клімат : Луміс | Клімат : Луміс | Клімат : Луміс |
| Показник                                                                                | Січ.           | Лют.           | Бер.           | Квіт.          | Трав.          | Черв.          | Лип.           | Серп.          | Вер.           | Жовт.          | Лист.          | Груд.          | Рік            |
| Абсолютний максимум, °C                                                                 | 23,9           | 25,6           | 30,0           | 36,7           | 41,7           | 43,3           | 46,1           | 43,3           | 43,9           | 38,9           | 30,6           | 24,4           | 46,1           |
| Середній максимум, °C                                                                   | 11,7           | 15,6           | 17,8           | 21,7           | 26,7           | 31,1           | 34,4           | 33,3           | 30,6           | 25,0           | 17,2           | 12,2           | 23,1           |
| Середня температура, °C                                                                 | 7,8            | 10,6           | 12,2           | 15,6           | 18,9           | 22,8           | 25,6           | 24,4           | 22,8           | 18,3           | 12,2           | 8,3            | 16,6           |
| Середній мінімум, °C                                                                    | 3,9            | 5,6            | 6,7            | 8,9            | 11,7           | 14,4           | 16,1           | 16,1           | 14,4           | 11,1           | 6,7            | 3,9            | 10,0           |
| Абсолютний мінімум, °C                                                                  | −6,1           | −5             | −2,8           | 0,6            | 2,2            | 6,1            | 8,9            | 7,8            | 5,0            | −0,6           | −2,8           | −8,9           | −8,9           |
| Норма опадів, мм                                                                        | 101            | 88             | 78             | 40             | 15             | 3              | 1              | 2              | 9              | 27             | 71             | 85             | 520            |
| --------------------------------------------------------------------------------------- | -------------- | -------------- | -------------- | -------------- | -------------- | -------------- | -------------- | -------------- | -------------- | -------------- | -------------- | -------------- | -------------- |
| Джерело: http://www.myforecast.com/bin/climate.m?city=11897&zip_code=95648&metric=false |                |                |                |                |                |                |                |                |                |                |                |                |                |

## Демографія
Згідно з переписом 2010 року, у місті мешкало 6430 осіб у 2356 домогосподарствах у складі 1765 родин. Густота населення становила 342 особи/км².  Було 2465 помешкань (131/км²).
Расовий склад населення:
| - 89,2 % — білих - 2,6 % — азіатів - 1,2 % — корінних американців - 0,5 % — чорних або афроамериканців - 0,2 % — вихідців з тихоокеанських островів - 2,3 % — осіб інших рас |

До двох чи більше рас належало 4,0 %. Частка іспаномовних становила 8,8 % від усіх жителів.
За віковим діапазоном населення розподілялося таким чином: 24,7 % — особи молодші 18 років, 62,3 % — особи у віці 18—64 років, 13,0 % — особи у віці 65 років та старші. Медіана віку мешканця становила 42,1 року. На 100 осіб жіночої статі у місті припадало 97,8 чоловіків;  на 100 жінок у віці від 18 років та старших — 92,8 чоловіків також старших 18 років.
Середній дохід на одне домашнє господарство  становив 95 224 долари США (медіана — 89 706), а середній дохід на одну сім'ю — 108 637 доларів (медіана — 95 875). За межею бідності перебувало 2,4 % осіб, у тому числі 0,4 % дітей у віці до 18 років та 4,5 % осіб у віці 65 років та старших.
Цивільне працевлаштоване населення становило 2773 особи. Основні галузі зайнятості: освіта, охорона здоров'я та соціальна допомога — 24,7 %, науковці, спеціалісти, менеджери — 15,4 %, виробництво — 11,2 %, будівництво — 10,4 %.